# Ruth Jebet
Ruth Jebet (* 17. November 1996) ist eine bahrainische Hindernis- und Langstreckenläuferin kenianischer Herkunft.

## Sportliche Laufbahn
2013 siegte sie bei den Leichtathletik-Asienmeisterschaften über 3000 Meter Hindernis.
Im Jahr darauf siegte sie in derselben Disziplin bei den Juniorenweltmeisterschaften 2014 in Eugene, wurde Dritte beim Continentalcup in Marrakesch und triumphierte bei den Asienspielen in Incheon. Bei der Corrida de Houilles wurde sie Zweite.
Bei den Weltmeisterschaften 2015 in Peking kam sie über 3000 Meter Hindernis auf den elften Platz.
Bei den Olympischen Spielen 2016 in Rio de Janeiro gewann sie Gold über die 3000 Meter Hindernis. Am 27. August 2016 unterbot sie beim Diamond-League-Meeting in Paris mit 8:52,78 min den bisherigen Weltrekord von Gulnara Galkina aus dem Jahr 2008 um sechs Sekunden. Am 20. Juli 2018 verlor sie den Rekord an die Kenianerin Beatrice Chepkoech, die beim Herculis in Monaco 8:44:32 min lief.
Bei den Weltmeisterschaften 2017 in London wurde sie im Finale der 3000 Meter Hindernis überraschend nur Fünfte mit 9:13,96 min, nachdem sie bis zur letzten Runde noch geführt hatte. Beim Diamond-League-Finale in Zürich gewann sie mit einer Weltjahresbestleistung von 8:55,29 min.

### Dopingsperre
Im Juli 2018 gab die unabhängige Integritätskommission (AIU) des Weltverbandes IAAF bekannt, dass Jebet wegen eines positiven Dopingtests vom 1. Dezember 2017 im Februar 2018 provisorisch suspendiert wurde. Ihr wird die Einnahme von EPO vorgeworfen. Im März 2020 wurde sie deswegen für vier Jahre gesperrt.
Nach Ablauf der Sperre siegte Jebet im März 2024 beim Zhengkai-Marathon in Kaifeng (China) in einer Zeit von 2:26:48 h.

## Persönliche Bestzeiten
- 3000 m: 9:09,8 min, 18. April 2013, Nairobi
- 10-km-Straßenlauf: 32:18 min, 28. Dezember 2014, Houilles
- 3000 m Hindernis: 8:52,78 min, 27. August 2016, Paris